# Hugo de Leon (voleibolista)
Hugo de Leon Guimarães da Silva (Palmas, 4 de julho de 1990) é um jogador de voleibol brasileiro que atua na posição de ponteiro.

## Carreira
Hugo nasceu em Palmas no Tocantins, mas viveu parte de sua infância e adolescência em Rorainópolis, região Sul de Roraima. Começou a jogar voleibol profissionalmente em 2010, onde defendia o Monte Cristo/Montes Claros. Na temporada 2012–13, venceu o título da Superliga Série B de 2013 ao derrotar o AE Atibaia por 3 sets a 1 na final única. Em 2015, defendendo o time grego Panathinaikos VC, conquistou o terceiro lugar da Copa da Grécia ao perder a semifinal por 3 sets a 1 para o Kifissia V.C. Ao ser transferido para o voleibol alemão em 2018 para disputar pelo Hypo Tirol Alpenvolleys Haching, conquistou o terceiro lugar da 1. Bundesliga da temporada 2018–19.
Em 2019 se transferiu para a segunda divisão do campeonato francês para atuar pelo Grand Nancy Volley-Ball, e estendeu seu contrato até a temporada 2020–21. Na temporada seguinte, transferiu-se para o Plessis Robinson Volley Ball para disputar a primeira divisão francesa.

## Títulos
Montes Claros Vôlei
- Campeonato Brasileiro - Série B: 2013

## Clubes
| Anos      | Clube                           |
| --------- | ------------------------------- |
| 2010–2013 | Monte Cristo/Montes Claros      |
| 2013–2014 | Solo Bank Jateng                |
| 2014–2015 | G.S. Lamias Achilleus           |
| 2015–2016 | Panathinaikos VC                |
| 2016–2017 | Kemas Lamipel Santa Croce       |
| 2017–2018 | Aluron Virtu Warta Zawiercie    |
| 2018–2019 | Hypo Tirol Alpenvolleys Haching |
| 2019–2021 | Grand Nancy Volley-Ball         |
| 2021–     | Plessis Robinson Volley Ball    |